# Palestina (Cesar)
Palestina es un centro poblado del departamento del Cesar, al norte de Colombia. Rodeado de llanos y praderas; en este se encuentra el cruce del centro poblado El Burro, el cual conecta la Ruta del Sol con la Transversal de la Depresión Momposina.
Su economía gira alrededor del transporte, la ganadería y la agricultura.
- Datos: Q5818242